# Neocyclopina langi
Neocyclopina langi is een eenoogkreeftjessoort uit de familie van de Hemicyclopinidae. De wetenschappelijke naam van de soort is voor het eerst geldig gepubliceerd in 1957 door Krishnaswamy.